# Yirehliz Rivera
Yirehliz Rivera (ur. 7 sierpnia 1991) – portorykańska zapaśniczka walcząca w stylu wolnym. Brązowa medalistka igrzysk Ameryki Środkowej i Karaibów w 2010 roku.